# Mokau (fleuve)
Pour l’article homonyme, voir Mokau.
Le Mokau (anglais : Mokau River) est un fleuve de Nouvelle-Zélande s'écoulant dans l'île du Nord dans le district de Waitomo, dans la région de Waikato et dont l'embouchure débouche dans la mer de Tasman (océan Pacifique), à Mokau.

## Géographie
De 158 km de longueur, le cours d'eau débouche en mer de Tasman près de la ville de Mokau.